# Laura Georges
Laura Georges (* 20. August 1984 in Le Chesnay) ist eine ehemalige französische Fußballspielerin. Sie ist Funktionärin beim französischen Fußballverband FFF.

## Vereinskarriere
Die Abwehrspielerin spielte als Jugendliche bei Paris Saint-Germain und wurde bereits mit 17 zur A-Nationalspielerin. In der Saison 2002/03 wurde sie in das INF Clairefontaine aufgenommen, spielte auch für dessen Ligateam und kehrte dann zu PSG zurück. Parallel dazu nahm sie ein Studium an der Universität Paris-XIII auf, das sie von 2004 bis 2007 an der Boston University fortsetzte, für dessen College-Team, die BU Terriers, sie in der Patriot League sportlich weiterhin aktiv war.
Seit Beginn der Saison 2007/08 wieder in Frankreich zurück, trug sie den Dress von Olympique Lyon und war in führender Rolle an dessen Erfolgen beteiligt: sechs Landesmeistertitel und drei Siege im französischen Frauenpokal (2008, 2012, 2013), dazu das viermalige Erreichen des Europapokalendspiels (2010, 2011, 2012 und 2013), das sie 2011 und 2012 (ohne eigenen Einsatz im Finale) mit OL gewann. Ihr Studium hat Laura Georges mit der Erlangung eines Masters für Marketing, Kommunikation und kommerzielle Strategien am Institut des hautes études économiques et commerciales (INSEEC) in Lyon abgeschlossen. Im Sommer 2013 kehrte Georges zu ihrem ersten Verein Paris Saint-Germain FC zurück. Mit diesem erreichte sie in der Champions League 2014/15 das Finale, unterlag darin aber gegen den 1. FFC Frankfurt mit 1:2. Gleiches widerfuhr ihr zwei Jahre später, diesmal gegen Olympique Lyon und erst nach Elfmeterschießen.
2015 hat die UEFA Laura Georges zu einer von fünf „Botschafterinnen des Frauenfußballs“ ernannt, die ihre Erfahrungen insbesondere an jugendliche Spielerinnen weitergeben sollen.
Nachdem die Spielerin in der Hinrunde der Saison 2017/18 nur noch zwei Punktspieleinsätze zu verzeichnen hatte, haben sie und ihr Klub den noch bis 2020 laufenden Vertrag Anfang Januar 2018 aufgelöst. Unmittelbar anschließend unterschrieb Laura Georges einen Vertrag für anderthalb Jahre bei Bayern München. Dort erhielt sie allerdings kaum Einsatzzeiten und spielte auch keine Minute bei dem gegen den VfL Wolfsburg verlorenen Landespokalfinale. Ende Mai 2018 beendete die 33-Jährige ihre lange, erfolgreiche Karriere.

## In der Nationalelf

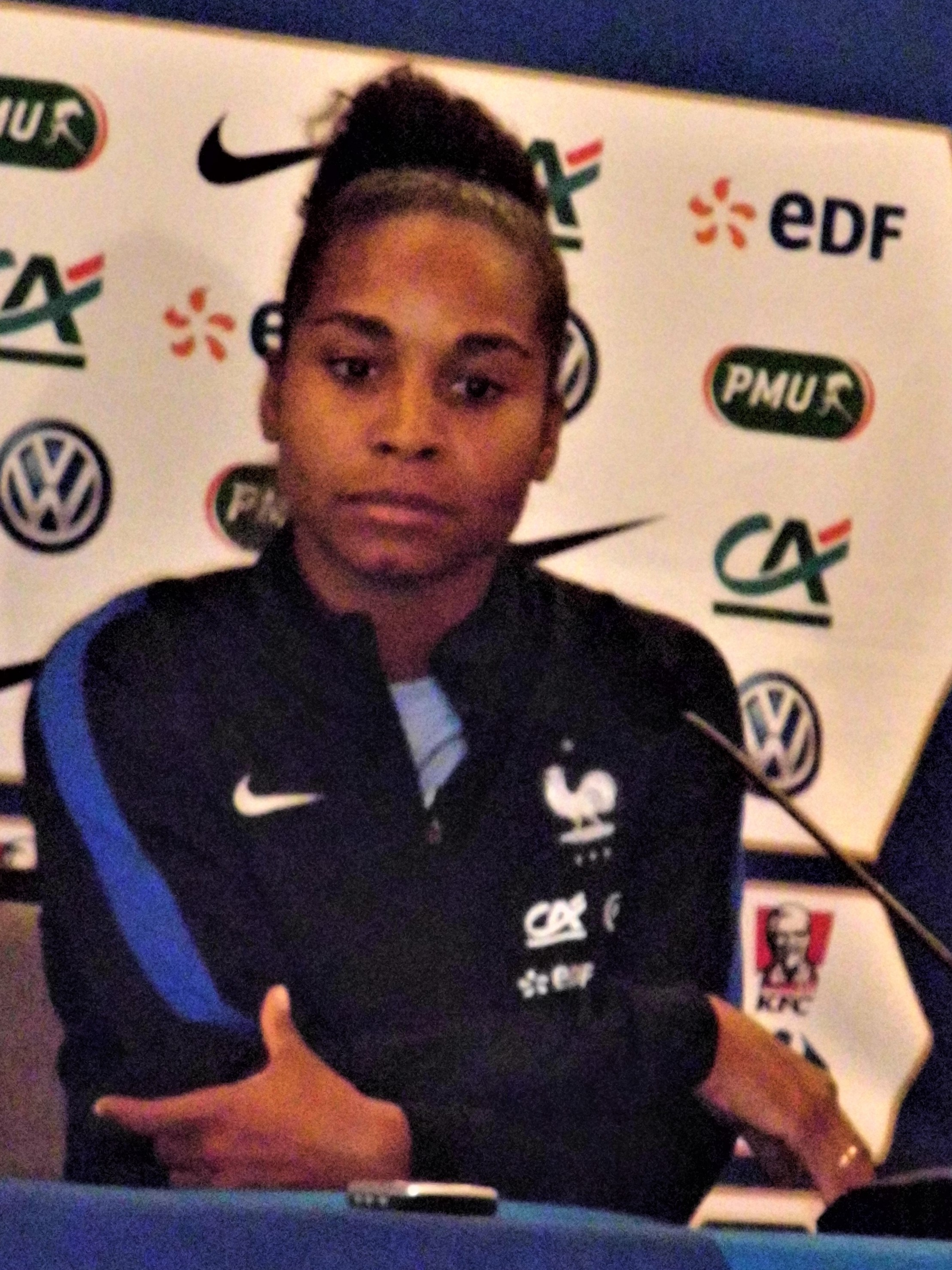
Laura Georges während der EM 2017 im Pressegespräch

2002 stand Laura Georges mit der französischen A-Jugend-Auswahl im Endspiel der U-19-Europameisterschaft. Zu diesem Zeitpunkt war sie auch bereits zur A-Nationalspielerin geworden (erstes Spiel dort im September 2001, als gerade 17-Jährige). Bei den Bleues gehörte sie seither zum Stamm der Mannschaft. Sie nahm an vier Europa- (2005, 2009, 2013, 2017) und drei Weltmeisterschafts-Endrunden teil. Nationaltrainer Bruno Bini hatte sie nach 2003 auch 2011 auch in den Kader für die WM in Deutschland berufen. Dort gelang Laura Georges beim Vorrundenspiel gegen Kanada die Aufnahme in den „internationalen Hunderterclub“, und sie bestritt sämtliche sechs Begegnungen der Bleues, die das Turnier auf dem vierten Rang abschlossen. Zudem hatte die FIFA sie in die 21er-Liste des All-Star-Teams aufgenommen. 2012 musste sie allerdings wiederholt auf einen Platz in der französischen Startformation verzichten. Sie gehörte zum französischen Olympiaaufgebot 2012 und bestritt bei diesem Turnier alle sechs Begegnungen der Bleues. Ebenso berief Trainer Bini sie in das EM-Aufgebot 2013 und setzte sie in drei der vier Begegnungen ein.
Auch unter Binis Nachfolgern Philippe Bergeroo und Olivier Echouafni war Georges erste Wahl in der Innenverteidigung. Von daher war ihre Nominierung für den französischen Kader bei der Weltmeisterschaft 2015 unumstritten, wo sie sämtliche fünf Spiele über die volle Zeit absolvierte. Sie ist damit die einzige Spielerin, die in allen 14 WM-Spielen der Französinnen während ihrer aktiven Zeit zum Einsatz kam und dabei zudem keine Minute verpasste. Sie gehörte auch zum französischen Aufgebot beim olympischen Fußballturnier 2016, musste dann aber verletzungsbedingt vorzeitig auf die Teilnahme verzichten. Nach Bergeroos anschließender Ablösung durch Olivier Echouafni stand sie im September des Jahres wieder in der Startelf. 2017 gehörte sie zum französischen Kader bei der Europameisterschaft in den Niederlanden. Nach diesem Turnier machte die Echouafni-Nachfolgerin Corinne Diacre Laura Georges anstelle von Wendie Renard kurzzeitig sogar zur Spielführerin.
Ihr 188. und letztes A-Länderspiel für Frankreich bestritt sie am 7. März 2018: in diesem Kreis waren ihr auch sieben Tore gelungen.

## Palmarès als Spielerin
- Französische Meisterschaft: 2008, 2009, 2010, 2011, 2012, 2013
- Französischer Pokalsieg: 2008, 2012, 2013
- Champions-League-Gewinnerin: 2011, 2012
- WM-Teilnahme: 2003, 2011, 2015
- EM-Teilnahme: 2005, 2009, 2013, 2017
- Olympiateilnahme: 2012

## Auszeichnungen
- Im April 2007 wurde sie für das Spiel der „FIFA Women’s World Stars“ gegen die chinesische Nationalmannschaft aus Anlass der Gruppen-Auslosung für die WM 2007 nominiert und zur zweiten Halbzeit eingewechselt.[8]
- Berufung in die Mannschaft des Turniers bei der Weltmeisterschaft 2011

## Als Verbandsfunktionärin
Im März 2017, noch als Aktive in Verein und Nationalelf, wurde Laura Georges auf der Liste von Präsident Noël Le Graët zur Generalsekretärin des Landesverbandes Fédération Française de Football gewählt.